# Jacky Duguépéroux
Jacky Duguépéroux (Saint-Malo, 2 gennaio 1948) è un allenatore di calcio ed ex calciatore francese.

## Carriera
Centrocampista difensivo, Duguépéroux esordì in massima serie nel maggio del 1966, con la maglia del Valenciennes, squadra nella quale militò fino al 1973 anno in cui, assieme al portiere Dominique Dropsy, fu acquistato dallo Strasburgo. Con la squadra alsaziana Duguépéroux vinse (indossando la fascia di capitano) un campionato nella stagione 1978-79, tuttavia proprio alla fine della stagione non gli fu rinnovato il contratto. Duguépéroux decise così di abbandonare la carriera professionistica per giocare nella squadra dilettante dei Pierrots Vauban, nella quale militerà fino al 1988, anno in cui si ritirò dal calcio giocato passando alla carriera di allenatore.
Dopo aver allenato, fino al 1991, i Pierrots Vauban, nell'aprile del 1995 Duguépéroux assunse la guida dello Strasburgo. Inizialmente allenatore ad interim, ricoprì in seguito la carica fino al 1998 vincendo la Coppa di Francia, la Coppa di Lega francese e la Coppa Intertoto nel 1995. Duguépéroux ritornò alla guida della squadra alsaziana nell'ottobre 2004, rimanendo fino alla fine del campionato 2005-06, vincendo una seconda Coppa di Lega nel 2005. Nel campionato 2006-07 Duguépéroux ha allenato la squadra tunisina dell'Espérance, con la quale ha vinto la Coppa di Tunisia.

## Palmarès

### Calciatore
- Campionato francese di seconda divisione: 1

Strasburgo: 1976-77
- Campionato francese: 1

Strasburgo: 1978-79

### Allenatore
- Coppa di Lega francese: 2

Strasburgo: 1996-1997, 2004-2005
- Coppa Intertoto UEFA: 1

Strasburgo: 1995
- Coppa di Tunisia: 1

Espérance: 2007